# Al Khawr
Al Khawr (arabo: الخور) , scritto anche Al Khor, è una municipalità del Qatar di 213 628 abitanti. In arabo, Al Khawr significa "la baia". 
Il capoluogo Al Khor si trova sulla costa nord-est del Qatar, a circa 60 chilometri (37 miglia) dalla capitale, Doha ed è considerata una delle principali città in Qatar. 
Al Khor è stata governata dalla tribù Al Muhannadi prima dell'indipendenza del Qatar nel 1971.